# حمى راجعة
حمى راجعة (بالإنجليزي: Relapsing fever) حمى معدية تسببها بكتيريا من جنس بورليات  ،تنتقل بواسطة لدغات البعوض أو طحليات.

## العلامات والأعراض
تظهر أعراض الحمى بعد 5-14 يوم من لدغة القمل أو القراد وتتضمن الأعراض حمى مفاجئة , قشعريرة وشعور بالبرد، صداع، ألم في العضلات، وكذلك غثيان وفي بعض الحالات يحدث طفح جلدي وتستمر إلى 9 أيام ثم تختفي، وقد تظهر هذه الأعراض إذا لم تعالج بالمضادات الحيوية خلال أسبوعين.

## العلاج
يعد المضاد الحيوي من نوع تتراسيكلين أفضل علاج للحمى، ولكن عامل تنخّر الأورام ألفا
يحفز تفاعل ياريش-هيكسهايمر في 50 %من الحالات مما يؤدي إلى تعرق شديد وعدم انتظام دقات القلب وحمى وتسارع في التنفس.